# Incendios forestales de Australia

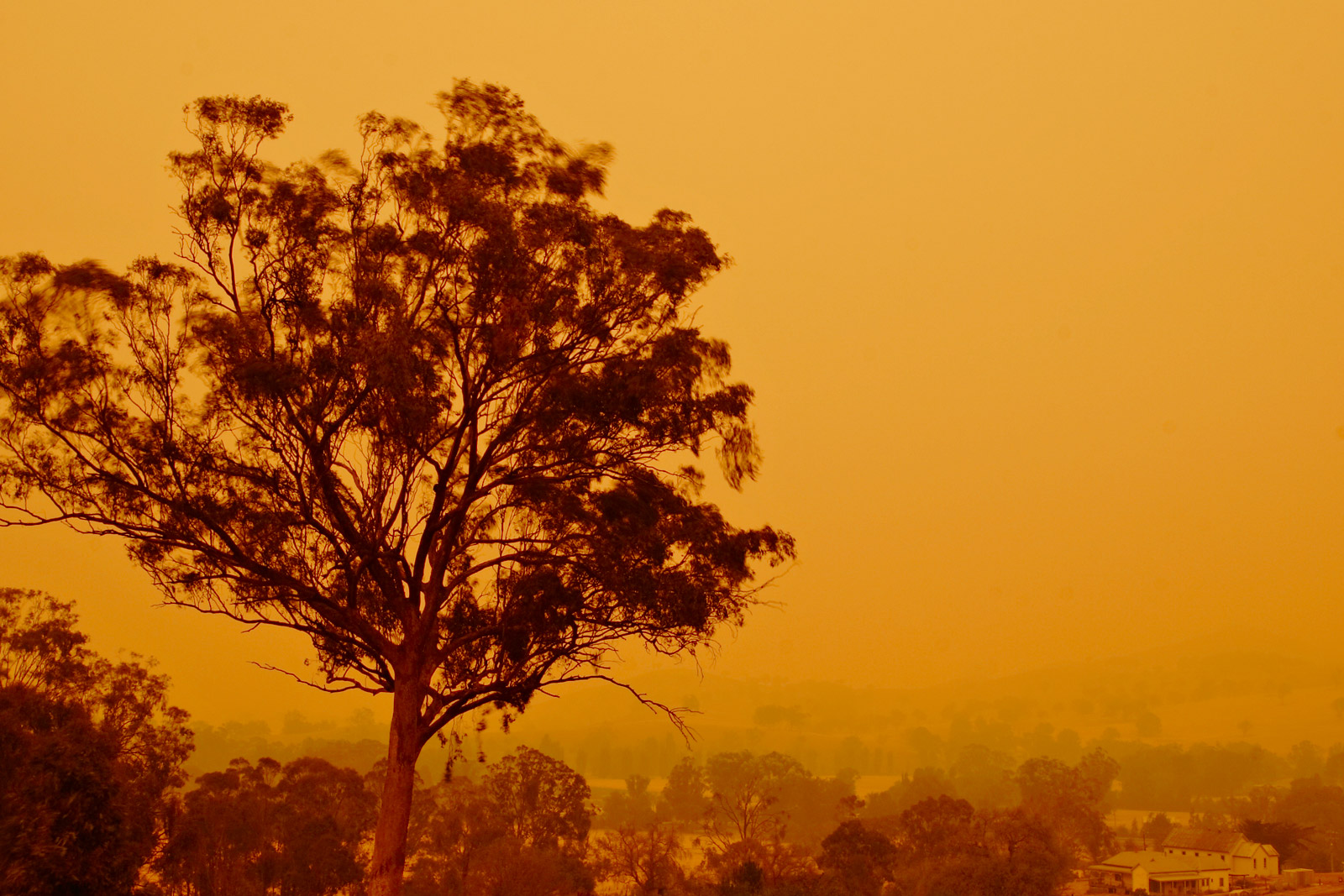
Vista hacia Swifts Creek, Victoria, en diciembre de 2006 durante incendios en los Alpes Victorianos

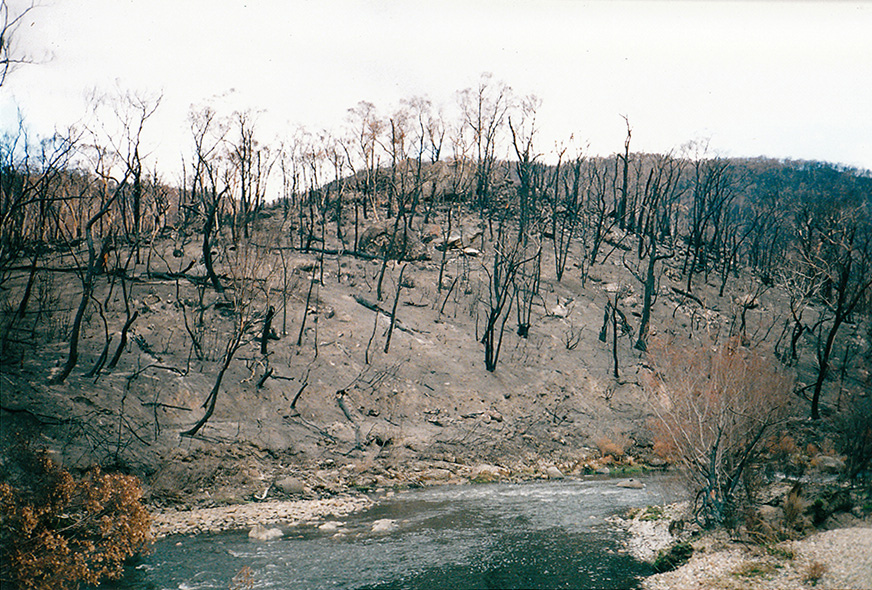
Los incendios forestales intensos pueden tener un impacto grave en el medio ambiente, como aquí en Big River, cerca de Anglers Rest, East Gippsland, después de los incendios de 2003 en Victoria.

Los incendios forestales de Australia, los cuales los habitantes llaman bushfires (inglés: incendios de arbustos), son una ocurrencia generalizada y regular que ha contribuido significativamente a dar forma a la naturaleza del continente durante millones de años.  Australia oriental es una de las regiones del mundo más propensas a los incendios, y sus bosques predominantemente de eucalipto han evolucionado de tal forma que prosperan tras los incendios forestales.
Los incendios pueden causar importantes daños a la propiedad, y la pérdida de vidas humanas y animales.  Los incendios forestales han matado aproximadamente a 800 personas en Australia desde 1851, y millardos de animales.  Los mayores incendios de los que se tiene noticia son los incendios de 1974–75 que quemaron 1,170,000 kilómetros cuadrados (el 15% de Australia).
Los incendios más destructivos suelen estar precedidos por altas temperaturas, baja humedad y fuertes vientos, que se combinan para crear condiciones ideales para la rápida propagación del fuego.  A menudo se nombra los más graves incendios de acuerdo con el día en que alcanzaron su punto máximo, incluidos los cinco incendios más mortíferos: Sábado Negro 2009 en Victoria (173 personas muertas, 2000 casas perdidas); Miércoles de Ceniza de 1983 en Victoria y Australia Meridional (75 muertos, casi 1900 hogares); Viernes Negro de 1939 en Victoria (71 muertos, 650 casas destruidas), Martes Negro de 1967 en Tasmania (62 personas y casi 1300 viviendas); y los incendios de Gippsland y el Domingo Negro de 1926 en Victoria (60 personas muertas en un período de dos meses). Otras conflagraciones importantes incluyen los incendios forestales del Jueves Negro de 1851, los incendios forestales de diciembre de 2006, y los incendios forestales de 2019–20.
El secado gradual del continente australiano en los últimos 15 millones de años ha producido una ecología y un ambiente propenso al fuego, lo que ha resultado en muchas adaptaciones especializadas entre la flora y la fauna. Parte de la flora del país ha evolucionado para depender de los incendios forestales para su reproducción. Los aborígenes australianos solían utilizar el fuego para limpiar los pastizales para la caza y para despejar caminos a través de la densa vegetación.  El explorador James Cook, mientras costeaba el continente, escribió desde el mar en 1770: «Humos durante el día y fuegos durante la noche».  Los inmigrantes también han tenido que adaptarse al uso del fuego para mejorar la agricultura y la gestión forestal desde el siglo XIX. La gestión de los bosques y los incendios ha evolucionado a lo largo de los siglos XX y XXI con la expansión de los parques nacionales y las reservas naturales

## Historia

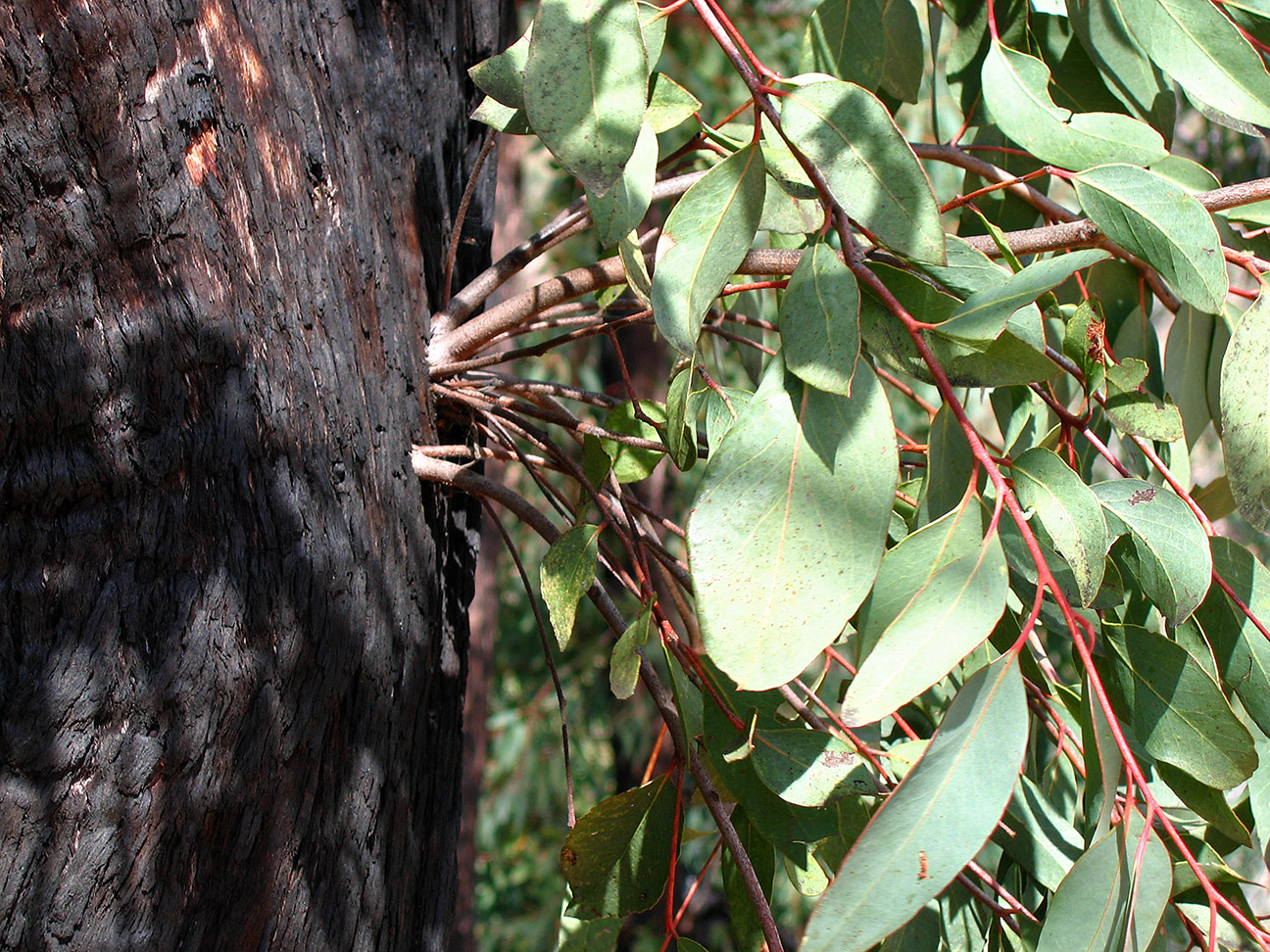
Brotes vegetales que surgen vigorosamente de gérmenes epicórmicos debajo de la gruesa corteza imoactada por incendios forestales en un árbol de eucalipto: uno de los mecanismos desarrollados por las plantas para sobrevivir a los incendios forestales

### Antes del asentamiento europeo
Según Tim Flannery, el fuego es una de las fuerzas más importantes que actúan en el entorno australiano.  Muchas plantas han desarrollado una variedad de mecanismos para sobrevivir –o incluso requieren incendios forestales ya que poseen brotes epicórmicos o lignotubérculos que brotan después de un incendio– o desarrollan semillas resistentes al fuego o provocadas por el fuego), o incluso fomentan el fuego (los eucaliptos contienen aceites inflamables en sus hojas) como una forma de eliminar la competencia de especies menos tolerantes al fuego.  Los primeros exploradores europeos de la costa australiana notaron un extenso humo de incendios forestales.  La expedición de Abel Janszoon Tasman vio humo a la deriva sobre la costa de Tasmania en 1642 y notó troncos ennegrecidos y tierra cocida en los bosques. Mientras cartografiaba la costa este en 1770, la tripulación del Capitán Cook vio incendios otoñales en los arbustos que ardían la mayoría de los días del viaje.: 50–51 
Los incendios habrían sido provocados tanto por fenómenos naturales como por manos humanas. Los aborígenes de muchas regiones prendían fuego a los pastizales con la esperanza de producir hierbas más exuberante para engordar canguros y otros animales de caza.: 59  El cultivo de palos de fuego también se utilizó para facilitar la caza y promover el crecimiento de papas arbustivas y otras plantas comestibles a nivel del suelo. En el centro de Australia, usaban el fuego de esta manera para administrar su país durante miles de años.

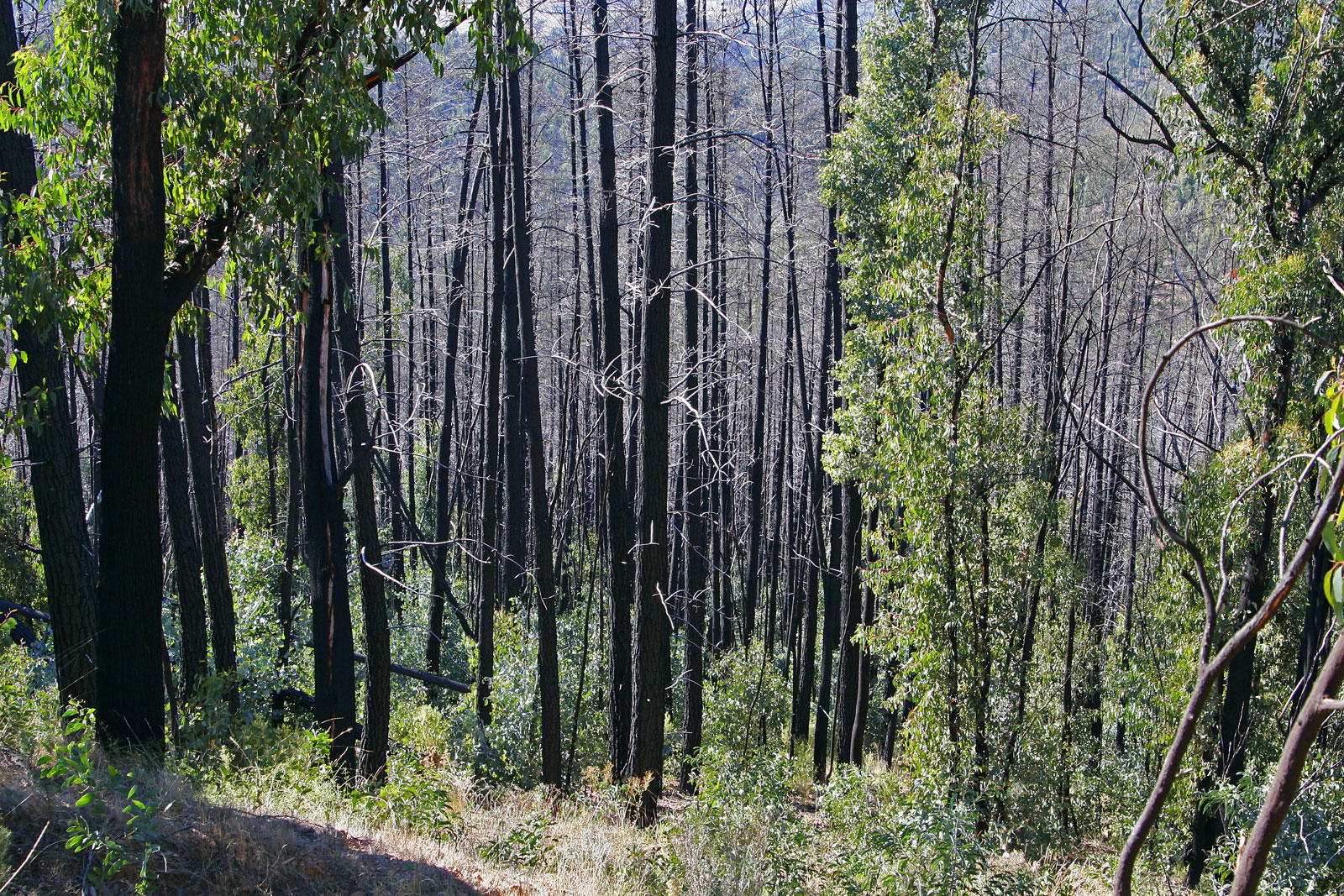
Daños por incendios forestales en los bosques en East Gippsland, Victoria, a partir de los incendios forestales alpinos del este de Victoria de 2003, dos años después de que los incendios arrasaran el área, lo que muestra la recuperación de árboles y maleza

Flannery escribe que «el uso del fuego por parte de los aborígenes fue tan generalizado y constante que prácticamente todos los primeros exploradores de Australia lo mencionan. Fue el fuego aborigen lo que llevó a James Cook a llamar a Australia 'este continente de humo'». Sin embargo, continúa diciendo: "Cuando se arrebató el control a los aborígenes y se puso en manos de los europeos, se produjo un desastre".  La supresión de incendios se convirtió en el paradigma dominante en el manejo de incendios, lo que llevó a un cambio significativo de las prácticas tradicionales de quema. Un estudio de 2001 encontró que la interrupción de las prácticas tradicionales de quema y la introducción de la tala sin restricciones significaba que muchas áreas de Australia ahora eran propensas a incendios forestales extensos, especialmente en la estación seca.  Un estudio similar en 2017 encontró que la eliminación de árboles maduros por parte de los europeos desde que comenzaron a establecerse en Australia puede haber desencadenado una extensa regeneración de arbustos que presenta un peligro de combustible de incendio mucho mayor. Otro factor fue la introducción de la hierba gamba importada a Queensland como hierba de pasto en 1942 y plantada a gran escala desde 1983. Esto puede alimentar incendios forestales intensos, lo que lleva a la pérdida de la cubierta arbórea y al daño ambiental a largo plazo.